# Canon EOS-1D C
1Ds Mark III
Le Canon EOS-1D C est le mélange entre un reflex numérique et une caméra.

## Différences avec le Canon EOS-1D X
Le Canon EOS-1D C reprend absolument toutes les caractéristiques du Canon EOS-1D X (dimensions, design, capteur, sensibilité, rafale, AF, processeur, moniteur...).

La différence est que le Canon EOS-1D C est plus orienté vidéo car il propose :
- L'enregistrement vidéo 4K
- La cadence à 50/60 images par seconde à 1080p
- La sortie HDMI sans compression (Full HD 8 bits 4:2:2)
- Le Log Gamma de Canon
- La compatibilité avec les objectifs CN-E de la marque